# 밸프로에이트
밸프로에이트(valproate, VPA) 그리고 밸프로에이트의 발프로산(valproic acid), 발프로산 나트륨(sodium valproate), 밸프로에이트 세미소디엄(valproate semisodium) 형태는 주로 뇌전증과 양극성 장애를 치료하고 편두통을 예방하기 위해 사용되는 약물이다. 소발작, 부분 발작, 전신 발작 환자의 발작을 예방하는데 유용하다. 정맥 주사 또는 구강으로 투여가 가능하므로, 약물이 서서히 방출되어, 장에서 용출되는 장용성 서방제로 처방하기 때문에, 1980년에 허가받은 국내 업체인 삼진제약의 '에필람정'을 비롯한, 1990년과 1994년에 부광약품과 환인제약의 '오르필서방정'과 '바렙톨서방정'로 허가되었다.
더욱이, 2000년에 허가받은 CNS 전문 의약품 제조 업체인 명인제약의 '프로막정'의 경우, 뇌전증 치료제 중에서 가장 광범위하게 사용되는 발프로산과 내인성 항경련성분인 마그네슘을 결합시켜 환자의 내약성과 안정성을 향상시킨 밸프로에이트 마그네슘(Magnesium Valproate) 제제이므로, 위산에 의한 불활성화 및 위장 장애를 줄이기 위해, 장용성 제형으로 처방되고 있다.
일반적인 부작용으로는 메스꺼움, 구토, 졸음, 구강 건조가 포함된다. 심각한 부작용으로는 간 질환이 포함될 수 있으므로 간기능 검사의 주기적인 모니터링이 권고된다. 다른 심각한 위험으로는 췌장염, 자살 위험 증가가 포함된다. 이 약물은 임신 중에 복용시 심각한 태아 기형을 유발시키는 것으로 알려져 있다. 이러한 까닭에 편두통이 있는 출산기 여성에게는 일반적으로 권장되지 않는다.
정확히 어떻게 밸프로에이트가 동작하는지는 불분명하다. 제안되는 매커니즘에는 GABA에 미치는 영향, 전압 개폐 나트륨 통로 차단, 히스톤 데아세틸레이스 억제가 포함된다. 발프로산은 발레르산으로부터 만들어진, 분기된 짧은사슬지방산(SCFA)이다.
밸프로에이트는 1881년 처음 제조되었으며 1962년 의학용으로 사용되기 시작했다. 밸프로에이트는 의료제도에 필수적인 가장 효과적이고 안전한 의약품 목록인 WHO 필수 의약품 목록에 등재되어 있다. 제네릭 의약품으로 구매가 가능하다. 개발도상국의 도매가는 일일 기준 0.14 ~ 0.52 USD이다. 미국 내 비용은 하루 기준으로 대략 $0.90 USD에 달한다. 데파코트(Depakote), 에필림(Epilim) 등 여러 상품명으로 마케팅된다. 2016년, 미국에서는 500만 건 이상의 처방과 더불어 129번째로 많이 처방을 받은 약물이었다.

## 참고 문헌
- Chateauvieux S, Morceau F, Dicato M, Diederich M (2010). “Molecular and therapeutic potential and toxicity of valproic acid” (PDF). 《J. Biomed. Biotechnol.》 2010: 1–18. doi:10.1155/2010/479364. PMC 2926634. PMID 20798865.
- Monti B, Polazzi E, Contestabile A (2009). “Biochemical, molecular and epigenetic mechanisms of valproic acid neuroprotection” (PDF). 《Curr Mol Pharmacol》 2 (1): 95–109. doi:10.2174/1874467210902010095. PMID 20021450. 2013년 6월 27일에 원본 문서 (PDF)에서 보존된 문서. 2019년 3월 7일에 확인함.